# Шерман (тауншип, Миннесота)
Шерман (англ. Sherman) — тауншип в округе Редвуд, Миннесота, США. На 2000 год его население составило 301 человек.

## География
По данным Бюро переписи населения США площадь тауншипа составляет 71,3 км², из которых 71,3 км² занимает суша, а 0,1 км² — вода (0,07 %).

## Демография
По данным переписи населения 2000 года здесь находились 301 человек, 107 домохозяйств и 81 семья. Плотность населения — 4,2 чел./км². На территории тауншипа расположено 111 построек со средней плотностью 1,6 построек на один квадратный километр. Расовый состав населения: 54,82 % белых, 43,19 % коренных американцев и 1,99 % приходится на две или более других рас.
Из 107 домохозяйств в 42,1 % воспитывались дети до 18 лет, в 54,2 % проживали супружеские пары, в 15,0 % проживали незамужние женщины и в 23,4 % домохозяйств проживали несемейные люди. 19,6 % домохозяйств состояли из одного человека, при том 9,3 % из — одиноких пожилых людей старше 65 лет. Средний размер домохозяйства — 2,81, а семьи — 3,16 человека.
32,2 % населения — младше 18 лет, 10,0 % — в возрасте от 18 до 24 лет, 23,6 % — от 25 до 44, 23,6 % — от 45 до 64, и 10,6 % — старше 65 лет. Средний возраст — 31 год. На каждые 100 женщин приходилось 121,3 мужчин. На каждые 100 женщин старше 18 приходилось 114,7 мужчин.
Средний годовой доход домохозяйства составлял 60 625 долларов, а средний годовой доход семьи — 63 295 долларов. Средний доход мужчин — 24 844 доллара, в то время как у женщин — 21 250. Доход на душу населения составил 23 549 долларов. За чертой бедности находились 4,8 % семей и 9,6 % всего населения тауншипа, из которых 9,0 % младше 18 и 8,6 % старше 65 лет.